# 莫林鎮區 (伊利諾伊州羅克艾蘭縣)
莫林鎮區（英語：Moline Township）是位於美國伊利諾伊州羅克艾蘭縣的一個行政鎮區。

## 地方資料
根據2010年美國人口普查的數據，莫林鎮區的面積為20.00平方千米，當中陸地面積為16.70平方千米，而水域面積為3.30平方千米。當地共有人口22810人，而人口密度為每平方千米1,140.5人。